# هائول گازولا
هائول گازولا (پرتغالی برزیلی: Raul Gazolla؛ زاده ۷ اوت ۱۹۵۵) بازیگر، تهیه‌کننده تلویزیونی و مدل سابق اهل برزیل است.
از فیلم‌ها یا مجموعه‌های تلویزیونی که وی در آن‌ها نقش داشته‌است، می‌توان به پیمان ددمنشانه: قتل دانیلا پریس و کمک، من دختر شدم اشاره نمود.